# Скрябин, Дмитрий Григорьевич
Дмитрий Григорьевич Скрябин (13 января 1933, Грушевское, Северо-Кавказский край) — советский футбольный тренер.

## Биография
Окончил отделение легкой атлетики физкультурного факультета Ставропольского педагогического института. Работал в ДЮСШ Пятигорска, более 11 лет возглавлял кустовое объединение профсоюзов ДСО «Труд».
В 1976—1982 годах — старший тренер команды второй лиги «Машук» Пятигорск. Под его руководством команда трижды была призёром зонального турнира — первое место в 1976 году, второе место в 1978 и 1980. Базовая команда на Спартакиаде народов РСФСР 1978, где представляла Ставропольский край и заняла второе место.
С 1986 по июль 1988 года работал главным тренером в «Салюте» (Белгород).